# 鼠蹊部
鼠蹊部（そけいぶ、鼠径部 英: groin）とは、左右の大腿部の付け根にある溝の内側にある下腹部の三角形状の部分。解剖学的には恥骨の左右の外側・股関節の前方部にあたる。股間を構成する主要部分の1つである。
この部分の下方には鼠蹊靭帯（鼠径靭帯）があり、その下を下肢へと向かう動脈・静脈・リンパ管・神経などが走っている。  鼠蹊靭帯、長内転筋、縫工筋にかこまれた部位を「スカルパの三角（大腿三角）」と呼ぶ。 鼠蹊靭帯の内側には並行するように鼠蹊管（鼠径管）が腹壁の筋肉を貫くように走っている。これは男性が誕生する直前に精巣が腹腔から陰嚢へ移動する際に通るルート（蹊路/径路）となる。
ちなみに、「鼠蹊部/鼠径部」という名称の由来は精巣の移動を鼠の移動する様子になぞらえたところから。誕生後の鼠蹊管は男性の場合は精索が、女性の場合には子宮円索を通すのみで閉鎖される。